# Stari trg ob Kolpi
Stári tŕg ob Kólpi je naselje v Sloveniji in je tudi sedež istoimenske krajevne skupnosti Občine Črnomelj.
Pomembnejša bližje naselja je Predgrad (2 km) in najbližje mesto je Črnomelj (18 km).

## Zgodovina
Materialni zgodovinski viri označujejo, da je bil kraj naseljen že v prazgodovini, ohranjeni pa so tudi rimski grobovi.
10. maja 1248 je bila v Starem trgu ob Kolpi ustanovljena župnija. Leta 1632 je bila posvečena cerkev sv. Jožefa.
Krajevni praznik se praznuje 1. junija kot spomin na napad partizanskih enot na utrjeno italijansko postojanko leta 1942. Takrat so sodelovale slovenske partizanske čete iz Bele krajine in Kočevja s hrvaško enoto NOPH. Skupaj je bilo na vseh straneh 17 padlih in 18 ranjenih.

## Geografija
Povprečna nadmorska višina naselja je 375 m. Naselje se je izoblikovalo na ravnem pomolu, ki se strmo dviga nad dolino Kolpe. Na severni strani je povezana z vasjo Močile. Leta 1221 je postal sedež prafare, z imenom Poljane pa se kot trg omenja že leta 1421. Vseskozi je bil tržno in obrambno pomemben. Poleg osnovne šole, ki  je začela delovati 1820 leta, ima kraj tudi vrtec, dva industrijska obrata, pošto, dva gostinska lokala in trgovino.

### Klimatološke značilnosti
Poljanska dolina, v kateri leži naselje Stari trg ob Kolpi, je kjub temu, da ima prisojno lego, hladnejša od nižje Bele krajine, toplejše je le južno ekspozicirano pobočje 200 m globoko vrezane doline reke Kolpe, kjer prihaja do toplotnega obrata, tako da tu uspeva celo vinska trta. Tod uspevajo tudi druge topljoljubne rastline, tako da lahko od Starega trga vzdolž Kolpe spremljamo gozdove s submediteranskimi drevesnimi in grmovnimi vrstami (mali jesen, črni gaber, topokrpi javor, mokovec, navadni ruj, bradavičasta trdoleska). V gozdnem rezervatu Dečinska stena nad vasjo Dečina je topljoljubni gozd črnega gabra z grahorjem. 
Povprečna letna temperatura se v Poljanski dolini giblje od 8 do 10 °C, januarska od -2 do 0 °C, julijska'od 18 do 20 °C. Višji svet je nekoliko hladnejši s povprečno letno temperaturo med 6 in 8 °C. Najhladnejši je januar s povprečno temperaturo od -4 do -2 °C in najtoplejši julij, ko se ogreje na 14 do 16 °C.
Povprečna letna količina padavin v Poljanski dolini je 1316 mm. Najsušnejša sta meseca avgust in januar, največ padavin pa pade oktobra in novembra. Zaradi Poljanske gore je količina padavin v Poljanski dolini večja kot v Dobličah, kjer letno pade 1260 mm padavin.
Za Poljansko dolino so značilne snežne padavine, ki so posledica njene lege ob veliki in visoki hrvaški pregradi Gorskem Kotarju, ki se v Sloveniji nadaljuje s Snežniškim hribovjem in Kočevskim Rogom. V zimi 1999/2000 je snežni maksimum znašal 75 cm.  Ker je Poljanska dolina odprta proti jugu, sneg s pomočjo južnega vetra skopni prej kot denimo v Dobličah, kjer predvsem v zimskem času prihaja do toplotnega obrata.

### Hidrološke značilnosti
V Poljanski dolini sta najpomembnejša vodna vira reka Kolpa in Dolski potok. 294 km dolga reka Kolpa, katere kraška kanjonska dolina se ravno pod Poljansko dolino rahlo razširi, ima pri vodomerni postaji Radenci II srednji letni pretok 56,2 m³/s. Najnižji zabeležen pretok v Radencih II je imela Kolpa 31.07.1983, ko je le ta znašal 2,35 m³/s. Njen maksimalni zabeležen pretok, 993 m³/s, so izmerili 3. decembra 1966.

## Znamenitosti
- Cerkev sv. Jožefa je srednjeveška stavba, ki so jo temeljito predelali v baroku. Zanimivost cerkve je obnovljena ura s starim klasičnim mehanizmom z utežmi.
- Zunaj naselja, ob cesti Stari trg - Deskova vas, stoji cerkev sv. Andreja na Kalvariji. Do cerkve vodi 10 kapel, postaj križevega pota postavljenih v letu 2000, 4 pa se nahajajo na sami cerkvi sv. Andreja, ustvaril ih je akademski kipar Denis Kraškovič. Prvotne kapelice (14) so stale na obeh straneh ceste in so bile podrte med drugo svetovno vojno.
- V Starem trgu so posebej zanimivi kamniti portali nekaterih hiš.